# 비즐라

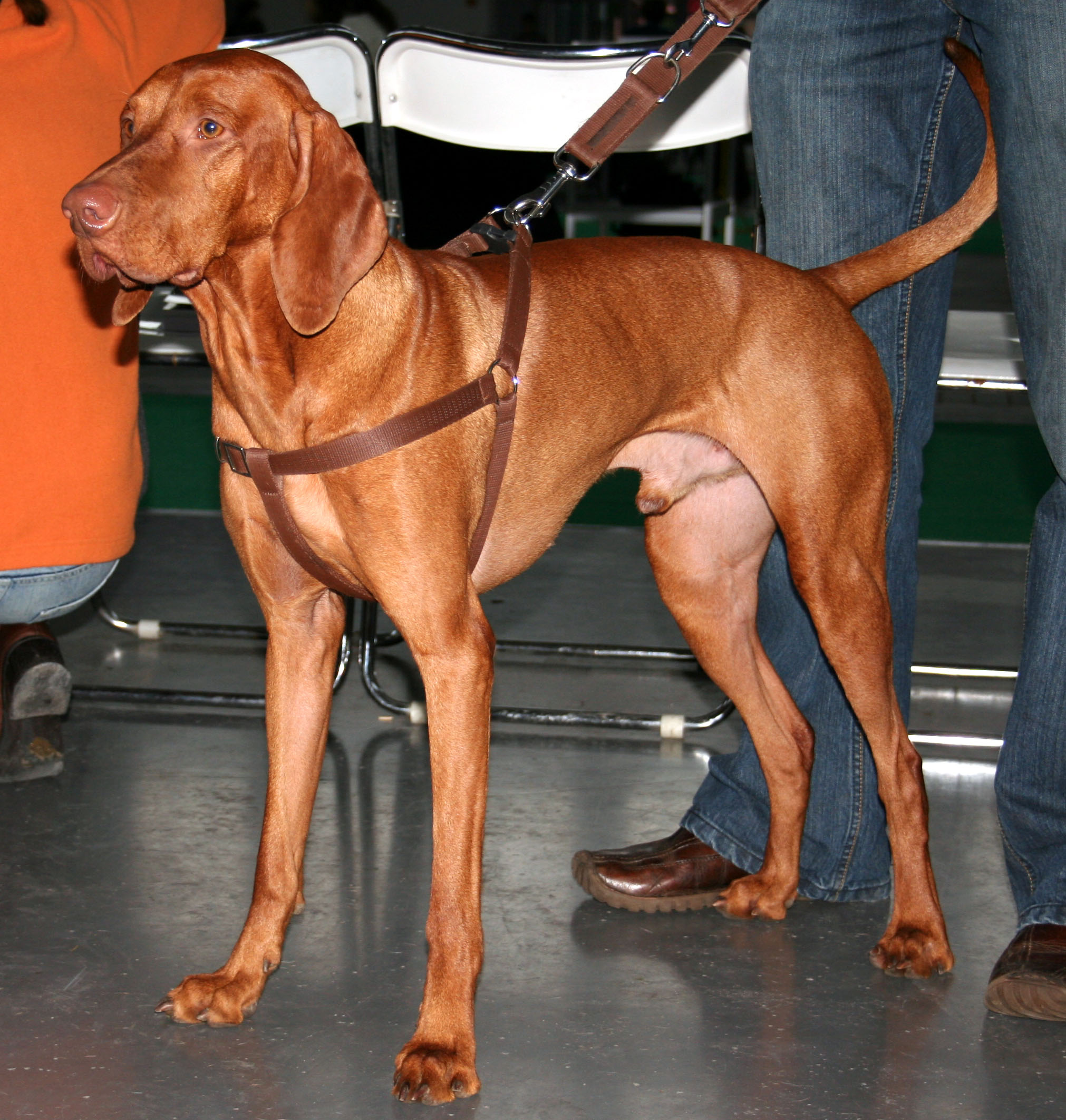
비즐라

비즐라(Vizsla)는 헝가리 원산으로 헝가리안 포인터(Hungarian Pointer)라고도 한다. 약 1,000년 전 마자르족이 지금의 헝가리에 살고 있을 때 기르던 개로 19세기 이후 영국과 독일의 포인터와 교배하여 우수한 사냥개가 되었다. '비즐라'라는 어원은 아직 밝혀져 있지 않다. 어깨높이 56-61cm, 몸무게 22-30kg이다. 사냥감을 쫓아 헝가리 평원을 달리던 비즐라는 다리 힘과 체력의 뛰어남은 물론 몸을 숨길 곳이 없는 평원에서 사냥감에 접근하는 능력을 지니고 있었다. 귀족적인 외모에 동작이 우아하며 온몸이 황갈색 털로 덮여 있다. 정이 많은 성격으로 집에서 길러도 괜찮다.